# نبردناو پاتری
نبردناو پاتری (به انگلیسی: French battleship Patrie) یک کشتی بود که طول آن ۱۳۳٫۸۱ متر (۴۳۹٫۰ فوت) بود. این کشتی  در سال ۱۹۰۶ ساخته شد.